# Amilorida
Amilorida é um fármaco utilizado pela medicina como anti-hipertensivo e diurético.

## Propriedades
A amilorida é um diurético poupador de potássio que atua inibindo os canais epiteliais de sódio localizados no túbulo contorcido distal e nos ductos coletores dos néfrons. Essa inibição reduz a reabsorção de sódio, promovendo uma natriurese e diurese leves. Ao diminuir o potencial elétrico negativo no lúmen tubular, a amilorida também reduz a secreção tubular de potássio e íons hidrogênio, contribuindo para a preservação do potássio sérico.
A amilorida pode ser empregada como agente complementar na terapêutica com diuréticos tiazídicos ou de alça, a fim de compensar a caliurese induzida por esses agentes, prevenindo a hipocalemia. A adesão ao tratamento pode ser otimizada por meio do uso de formulações em dose fixa que combinam a amilorida com diuréticos tiazídicos, especialmente no manejo de condições clínicas associadas à retenção hídrica, como edema, ascite e hipertensão arterial.
A amilorida apresenta boa biodisponibilidade oral, sendo rapidamente absorvida pelo trato gastrointestinal. É excretada predominantemente de forma inalterada pelos rins, não sendo submetida a metabolismo hepático. Devido ao risco de hipercalemia, é fundamental o monitoramento regular dos eletrólitos séricos, bem como a avaliação de fatores concomitantes que possam agravar essa condição, como insuficiência renal ou o uso de outros fármacos poupadores de potássio.

## Indicações
- Estados edematosos
- Hipertensão

## Contraindicações
Excesso de potássio no organismo, anúria, diabetes, hiponatremia, disfunção renal.

## Nomes comerciais
- Moduretic® (em associação com hidroclorotiazida)
- Diupress® (em associação com clortalidona)